# Methanosaeta concilii
A Methanosaeta concilii egy Gram-negatív, obligát anaerob Archaea faj. Az archeák – ősbaktériumok – egysejtű, sejtmag nélküli prokarióta szervezetek. Sejtjei nem mozgékonyak, pálcika alakúak 2.5-6.0 μm hosszúak, és lapos végűek. Típustörzse GP6 (= DSM 3671 = OGC 69 = NRC 2989 = ATCC 35969). Genomját szekvenálták.